# Zapiro
Jonathan Shapiro de son nom de plume Zapiro, né en 1958 au Cap, est un caricaturiste sud-africain.

## Biographie
Né en 1958, issu d'une famille blanche d'Afrique du Sud, il adhère en 1983 à l'UDF, un parti anti-apartheid, ce qui lui vaut d'être arrêté par la police secrète en 1985 pendant 11 jours, avec sa mère et sa sœur elles aussi militantes anti-apartheïd. Il est incarcéré à la prison de Pollsmoor. En 1988, il adhère à l'ANC (qu'il a quitté depuis), alors un mouvement interdit.
Il publie ses caricatures dans de nombreux journaux sud-africains, le Star, le  Cape Times, le Pretoria News, le Mail & Guardian ou le Sunday Times. Il a été engagé en 1994 par le Mail & Guardian et travaille pendant vingt-trois ans pour son journal, tout en opubliant plus ponctuellement dans d'autres supports. Ainsi, il est également  dessinateur - éditorialiste pour le quotidien The Sowetan  de 1994 à 2005, et apparaît dans le Cape Argus entre 1996 et 1997.
Malgré ses amitiés au sein du principal parti anti-apartheid, l'ANC, il n'épargne pas les dirigeants de ce parti lorsqu'ils sont au pouvoir et lui semblent dériver. Une de ses plus célèbres caricatures représente Jacob Zuma en 2006 sous un pommeau de douche (référence à une déclaration précédente de Zuma dans un procès pour viol ou celui-ci avait déclaré avoir pris une douche vigoureuse après avoir eu un rapport sexuel avec une jeune femme séropositive) lui a valu une assignation en justice de ce dernier mais le soutien unanime de la presse sud-africaine. Une seconde caricature, plus contestée dans les médias, montrant une jeune fille, représentant la Justice, en passe de se faire violer par le même Zuma (celui venait de voir son procès pour corruption annulé pour vice de procédure), lui a valu une seconde assignation judiciaire et d'être hué lors des congrès de l'ANC,.

## Distinctions
- 2016 :  Prix EWK pour l'ensemble de son œuvre